# Бакрадзе, Александр Константинович
Александр Константинович Бакрадзе (груз. ალექსანდრე კონსტანტინეს ძე ბაქრაძე, 5 мая 1925 года, Кутаиси — 2009) — грузинский советский архитектор, заслуженный архитектор Грузинской ССР (1971).

## Биография
В 1955 году окончил Тбилисскую академию художеств.
С 1971 года преподавал в Тбилисской академии художеств. С 1972 года возглавлял кафедру декоративно-прикладного искусства.

## Творчество

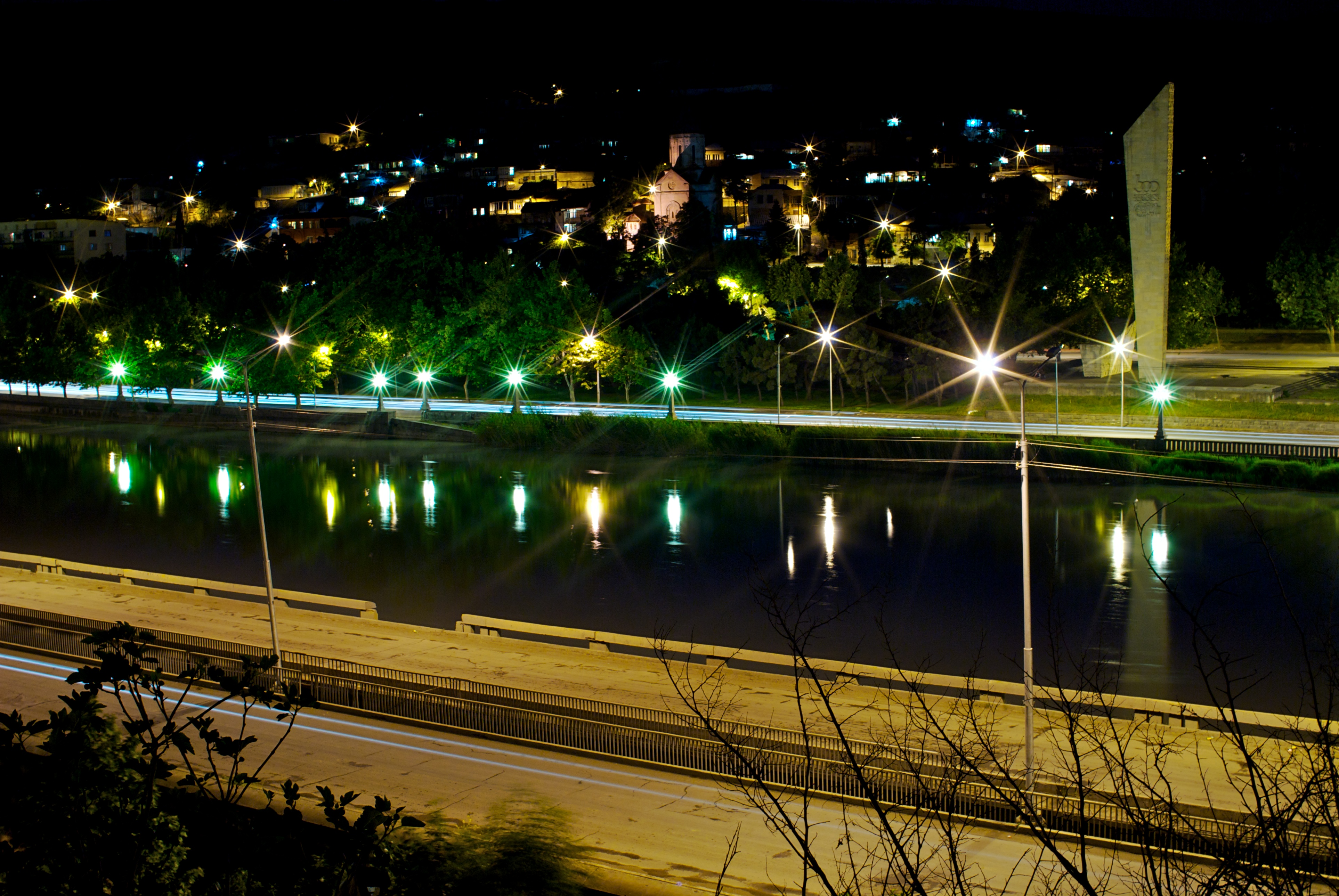
Монумент 300 арагвинских героев

Основными работами Бакрадзе являются: разработка плана застройки тбилисского района Сабуртало (1958, в авторском коллективе), жилой дом на улице Барнови (1958), обелиск в честь 1500-летия Тбилиси (1958, на трассе Тбилиси-Ереван), Монумент «300 арагвинских героев» (1961, улица Вахтанга Горгасали, Тбилиси), главный и восточный залы гостиницы «Иверия», ресторан и ночной бар (1967), ночной клуб «Мухамбази» (1973, Тбилиси), мемориал героям, павшим в войне (1966, Сигнахи), гостиница «Медея» в Батуми (1983, в соавторстве с Н. Д. Джобадзе) .